# Шум (Ленинградская область)
Шум — село в Кировском районе Ленинградской области. Административный центр Шумского сельского поселения.

## Название
Название лопское (саамское). Оно связано с названием реки Сарьи (Шуари), которое переводится, как остров.

## История

### До войны
Впервые упоминается в Писцовой книге Водской пятины 1500 года как деревня Саря большой Двор в Егорьевском Теребужском погосте Ладожского уезда и там же Великаго Князя волостка Сарь.
В начале XVI века деревня Сар в Егорьевском Теребужском погосте принадлежала князьям Мышецким.
На карте Санкт-Петербургской губернии Я. Ф. Шмидта 1770 года упоминается деревня Сара.
На карте Ф. Ф. Шуберта 1834 года обозначена деревня Шум и при ней усадьба «Утешенье» помещицы Куломзиной. Южнее деревни обозначен погост Саря, окружённый усадьбами: «Михина» — помещика Мышецкого, «Сарая» — помещика Ильина, «Ускина» — помещика Савицкого и «Панькова» — также помещика Мышецкого.

ШУМ — деревня принадлежит полковнице Куломзиной, число жителей по ревизии: 67 м. п., 67 ж. п.

УТЕШЕНЬЕ — деревня принадлежит полковнице Куломзиной, число жителей по ревизии: 22 м. п., 30 ж. п.

УСАДИЩЕ УСКИНО — деревня надворному советнику Савицкому, число жителей по ревизии: 8 м. п., 8 ж. п. (1838 год)

На картах Ф. Ф. Шуберта 1844 года и С. С. Куторги 1852 года обозначена деревня Шум, состоящая из 21 крестьянского двора, а южнее неё деревня с церковью Саря и мыза Саря Ускина.
На этнографической карте Санкт-Петербургской губернии П. И. Кёппена 1849 года обозначена только одна, русскоязычная деревня «Ssarja».

ШУМ — деревня госпожи Куломзиной, по просёлочной дороге, число дворов — 16, число душ — 67 м. п. (1856 год)

В 1861 году (год отмены крепостного права) принято положение о крестьянах, вышедших из крепостной зависимости. В том же году была создана Шумская волость Новоладожского уезда.

ШУМ — деревня владельческая при реке Сари, число дворов — 18, число жителей: 72 м. п., 84 ж. п.; Волостное правление. Обывательская станция.

УТЕШЕНЬЕ — мыза владельческая при реке Сари, число дворов — 3, число жителей: 5 м. п., 6 ж. п.;

САРСКИЙ (САРЯ) — погост при реке Сари, число дворов — 3, число жителей: 8 м. п., 16 ж. п.; Церковь православная.

СЕЛЬЦО САРИ — мыза владельческая при реке Сари, число дворов — 3, число жителей: 3 м. п., 2 ж. п.; 

УСКИНО — мыза владельческая при реке Сари, число дворов — 3, число жителей: 2 м. п., 5 ж. п. (1862 год)

В 1866 году временнообязанные крестьяне деревни выкупили свои земельные наделы у М. В. Львовой и стали собственниками земли.
В 1862 году Шум ещё считался деревней, однако уже в 1885 году это уже село, которое сборник Центрального статистического комитета описывал так:

ШУМ — село бывшее владельческое при реке Соре, дворов — 35, жителей — 150; волостное правление (до уездного города 49 вёрст), школа, земская почтовая станция, 2 лавки, 2 постоялых двора. (1885 год)

Согласно материалам по статистике народного хозяйства Новоладожского уезда 1891 года рядом с селом находилось несколько имений. Одно из них, при селении Уськино площадью 1606 десятин, принадлежало действительному статскому советнику А. А. Савицкому, имение было приобретено до 1868 года, другое имение при селении Уськино площадью 194 десятины принадлежало его жене Е. К. Савицкой, оно было приобретено в 1881 году за 3678 рублей, супругам принадлежала паровая мукомольная мельница. Усадьба Утешенье площадью 532 десятины принадлежала графу Л. Я. Эссен-Стенбок Фермору, усадьба была приобретена в 1881 году, граф сдавал в аренду кузницу, а также право драть кору в имении за 12 женских дней отработки. Кроме того, 23 десятины земли в усадьбе Утешенье принадлежали «гражданке города Митавы» Е. А. Бруновской, земля была приобретена в 1886 году за 1200 рублей. Сельцо Саря и имение Паньково-Покой площадью 4527 десятин принадлежали генерал-лейтенанту А. А. Ильину и были приобретены до 1868 года, сельцо Мухино площадью 511 десятин принадлежало его жене А. Ф. Ильиной. Имение при селении Шум площадью 392 десятины принадлежало дочери тайного советника Л. В. Кознаковой и было приобретено до 1868 года.
В конце XIX века село административно относилось к Шумской волости 1-го стана Новоладожского уезда Санкт-Петербургской губернии, в начале XX века — 4-го стана.
По данным «Памятной книжки Санкт-Петербургской губернии» за 1905 год мыза Сари площадью 4036 десятин, принадлежала братьям: действительному статскому советнику Алексею Алексеевичу Ильину и капитану 2-го ранга Афиногену Алексеевичу Ильиным.

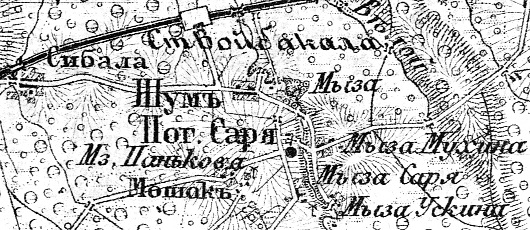
Деревня Шум и окрестности на карте 1915 года

С 1917 по 1927 год деревня Шум входила в состав Шумского сельсовета Шумской волости Волховского уезда.
Согласно данным переписи населения СССР 1926 года в деревне Шум проживали 432 человека — большинство русские, а также украинцы и цыгане.
С 1927 года в составе Мгинского района.
В 1930 году организован колхоз «Красный Шум» (15 ноября 1950 года он вошёл в состав укрупнённого колхоза «Заря коммунизма»).
По данным 1933 года село Шум являлось административным центром Шумского сельсовета Мгинского района, в который входили 10 населённых пунктов: деревни Бабаново, Войпала, Конзы, Концы, Овдокало, Ожала, Подрило, Сибала, село Шум и выселок Войбакало общей численностью населения 943 человека.
По данным 1936 года в состав Шумского сельсовета входили 12 населённых пунктов, 366 хозяйств и 10 колхозов.

План села Шум. 1941 год

Согласно топографической карте РККА 1941 года село Шум насчитывало 90 дворов.

### Война
Через Шум проходила Дорога жизни. В ноябре — декабре 1941 года в ходе Великой Отечественной войны гитлеровцы пытались захватить южное побережье Ладожского озера. В конце ноября 1941 года они были отброшены от Волхова, после чего направили удар на село Шум — место развилки железнодорожной линии и шоссе на Ленинград. Так фашисты надеялись вначале затруднить, а затем и прекратить снабжение города по Дороге жизни через Ладожское озеро. Однако советским войскам удалось остановить их в 1,5 км от Шума.
Одновременно сюда перебросили крупные резервы. 18 декабря 1941 года началось сражение с немецкими захватчиками.
Продовольственное обеспечение производилось автомобилями от станции Войбокало до Кобоны, однако перегрузка из вагонов занимала длительное время. Поэтому 20 января 1942 года военный совет Ленинградского фронта принял решение о срочном строительстве линии железной дороги Войбокало — Кобона — коса (у Леднева) длиной 32 километра. 5 февраля 1942 года сдан участок Войбокало — Лаврово, 10 февраля — до Кобоны. 15 февраля 1942 года была открыта вся дорога до станции Коса (на Кареджской косе, северо-западнее Леднева)
В память этих событий в Шуме установлена стела.

### После войны и наши дни
С 1960 года в составе Волховского района. В том же году была построена школа для детей сельскохозяйственной артели имени Сталина.
В 1961 году население деревни Шум составляло 591 человек. 1 декабря 1961 года образован совхоз «Шумский».
По данным 1966 и 1973 годов село Шум являлось административным центром Шумского сельсовета Волховского района.
27 января 1974 года, в день 30-летия разгрома немецких войск под Ленинградом, был открыт памятник на Дороге жизни, созданный А. Д. Левенковым и П. М. Мельниковым.
14 февраля 1975 года решением Леноблисполкома в связи с фактическим слиянием села Шум, деревень Сари и Уськино Шумского сельсовета они были объединены в единый населённый пункт — село Шум.
По данным 1990 года в селе Шум проживали 1843 человека. Село являлось административным центром Шумского сельсовета Кировского района в который входили 29 населённых пунктов: деревни Бабаново, Валдома, Войбокало, Войпала, Гнори, Горгала, Горка, Дусьево, Канзы, Карпово, Койчала, Концы, Овдакало, Падрила, Пейчала, Пиргора, Ратница, Сибола, Сопели, Терёбушка, Тобино, Феликсово; местечко Мёндово; село Шум; посёлок Концы; посёлки при станции Войбокало, Новый Быт, общей численностью населения 3804 человека.
В 1997 году в селе Шум Шумской волости проживали 1782 человека, в 2002 году — 1735 человек (русские — 93 %).
В 2007 году в селе Шум Шумского СП — 1993, в 2010 году — 1722 человека.

## География
Село Шум расположено в восточной части района на автодороге 41К-122 (Лаврово — Шум — Ратница).
Расстояние до районного центра — 58 км.
В 2 км к северу от села находится железнодорожная станция Войбокало.
Село находится на берегу реки Сарья.
Граница села проходит по полосе отвода земель ОАО «Российские железные дороги», по землям сельскохозяйственного назначения, по реке Сарья, по дороге Шум — Падрила, по землям, сельскохозяйственного назначения, и по землям Войбокальского участкового лесничества Кировского лесничества — филиала ЛОГУ «Ленобллес».

## Демография
| 1862 | 2007  | 2010  | 2011  | 2017  |
| ---- | ----- | ----- | ----- | ----- |
| 156  | ↗1993 | ↘1722 | ↘1705 | ↘1694 |

## Инфраструктура
По данным администрации на 2011 год село Шум насчитывало 136 домов.

## Памятные места
В селе сооружен памятный знак на братской могиле советских воинов, погибших в боях с фашистами в период Любанской наступательной операции в 1941 году, стела в честь погибших бойцов и памятник лётчику, погибшему под селом в ходе воздушного боя.

## Религия
До 1718 года в Сари была построена деревянная православная церковь Покрова Пресвятой Богородицы и приделом святого Николая. В конце XVIII века она сгорела.
В 1794—1798 годах на средства помещика Гурьева в Сари была построена каменная церковь по проекту архитектора Моргана. Помимо Никольского в ней существовал и придел святого Дмитрия Ростовского. В Покровской были евангелие 1685 года и икона Покрова с ризой из серебра, подаренная дочерью Гурьева А. С. Ильиной.
В 1876 году оба придела упразднены, а церковь перестроена по проекту архитекторов А. Т. Жуковского, Казнакова и К. Е. Лазарева.
В 1936 году Покровский храм закрыли и переделали под клуб, в Великую Отечественную войну здание было разрушено.
С 1992 года богослужения ведутся в бывшем клубе посёлка Концы (Заречная ул., 4).
После 1996 года в самом Шуме бывший продуктовый магазин превратили в Покровскую церковь.

## Известные уроженцы
- Блюменау, Леонид Васильевич (1862—1931) — профессор неврологии и невроанатом.
- Филиппов, Георгий Иванович (1924—1945) — Герой Советского Союза.

## Улицы
Мира, ПМК-17, Полевая, Прокофьева, переулок Прокофьева, местечко Сари, Сибольская, Советская, Центральная.